# Dichapetalum korupinum
Dichapetalum korupinum är en tvåhjärtbladig växtart som beskrevs av F. J. Breteler. Dichapetalum korupinum ingår i släktet Dichapetalum och familjen Dichapetalaceae. Inga underarter finns listade i Catalogue of Life.